# Sébastien Squillaci
Sébastien Squillaci (Toulon, Francia, 11 de agosto de 1980) es un exfutbolista francés, cuya familia procede de Córcega. Juega de defensa central y su primer equipo fue el Toulon. Jugó varias temporadas en el Mónaco para ser traspasado luego al Olympique Lyonnais. En 2008 fue traspasado  al Sevilla FC de España. El 22 de agosto de 2010 se hace oficial el fichaje del defensa por el Arsenal de la Premier League de Inglaterra.

## Selección nacional
Ha sido internacional con la Selección de fútbol de Francia en 21 partidos.

### Participaciones en Copas del Mundo
| Mundial                        | Sede      | Resultado      |
| ------------------------------ | --------- | -------------- |
| Copa Mundial de Fútbol de 2010 | Sudáfrica | Fase de grupos |

## Clubes
| Club                | País       | Año         |
| ------------------- | ---------- | ----------- |
| Sporting Toulon Var | Francia    | 1997 - 1998 |
| AS Monaco           | Francia    | 1998 - 2000 |
| AC Ajaccio          | Francia    | 2000 - 2002 |
| AS Monaco           | Francia    | 2002 - 2006 |
| Olympique Lyonnais  | Francia    | 2006 - 2008 |
| Sevilla FC          | España     | 2008 - 2010 |
| Arsenal FC          | Inglaterra | 2010 - 2013 |
| SC Bastia           | Francia    | 2013 - 2017 |

## Estadísticas

### Club
Estadísticas actualizadas al 4 de diciembre de 2012.
| Club                | Temporada           | Liga     | Liga  | Copas Nac. | Copas Nac. | Copas Inter. | Copas Inter. | Total    | Total |
| Club                | Temporada           | Partidos | Goles | Partidos   | Goles      | Partidos     | Goles        | Partidos | Goles |
| ------------------- | ------------------- | -------- | ----- | ---------- | ---------- | ------------ | ------------ | -------- | ----- |
| Toulon Francia      | 1997/98             | 6        | 0     | 1          | 0          | -            | -            | 7        | 0     |
| Toulon Francia      | Total               | 6        | 0     | 1          | 0          | 0            | 0            | 7        | 0     |
| Mónaco B Francia    | 1998/99             | 24       | 1     | -          | -          | -            | -            | 24       | 1     |
| Mónaco B Francia    | 1999/00             | 24       | 0     | -          | -          | -            | -            | 24       | 0     |
| Mónaco B Francia    | Total               | 48       | 1     | 0          | 0          | 0            | 0            | 48       | 1     |
| AC Ajaccio Francia  | 2000/01             | 36       | 2     | 1          | 0          | -            | -            | 37       | 2     |
| AC Ajaccio Francia  | 2001/02             | 33       | 5     | 1          | 0          | -            | -            | 35       | 5     |
| AC Ajaccio Francia  | Total               | 69       | 7     | 2          | 0          | 0            | 0            | 71       | 7     |
| Mónaco Francia      | 2002/03             | 35       | 2     | 6          | 2          | -            | -            | 41       | 4     |
| Mónaco Francia      | 2003/04             | 27       | 5     | 1          | 0          | 9            | 1            | 37       | 6     |
| Mónaco Francia      | 2004/05             | 28       | 3     | 4          | 0          | 8            | 0            | 40       | 3     |
| Mónaco Francia      | 2005/06             | 27       | 1     | 4          | 0          | 8            | 1            | 39       | 2     |
| Mónaco Francia      | Total               | 117      | 11    | 15         | 2          | 25           | 2            | 157      | 15    |
| Lyon Francia        | 2006/07             | 28       | 3     | 6          | 0          | 5            | 0            | 39       | 3     |
| Lyon Francia        | 2007/08             | 34       | 0     | 6          | 0          | 8            | 0            | 48       | 0     |
| Lyon Francia        | Total               | 62       | 3     | 12         | 0          | 13           | 0            | 87       | 3     |
| Sevilla · España    | 2008/09             | 33       | 0     | 8          | 1          | 3            | 0            | 44       | 1     |
| Sevilla · España    | 2009/10             | 16       | 1     | 1          | 0          | 4            | 2            | 21       | 3     |
| Sevilla · España    | Total               | 49       | 1     | 9          | 1          | 7            | 2            | 64       | 4     |
| Arsenal Inglaterra  | 2010/11             | 22       | 1     | 4          | 0          | 6            | 1            | 32       | 2     |
| Arsenal Inglaterra  | 2011/12             | 1        | 0     | 4          | 0          | 1            | 0            | 6        | 0     |
| Arsenal Inglaterra  | 2012/13             | 0        | 0     | 0          | 0          | 1            | 0            | 0        | 0     |
| Arsenal Inglaterra  | Total               | 23       | 1     | 8          | 0          | 8            | 1            | 39       | 2     |
| Total en su carrera | Total en su carrera | 374      | 24    | 47         | 3          | 53           | 5            | 474      | 32    |

## Palmarés

### Campeonatos nacionales
| Título               | Club               | País    | Año  |
| -------------------- | ------------------ | ------- | ---- |
| Ligue 2              | AC Ajaccio         | Francia | 2002 |
| Ligue 1              | Olympique Lyonnais | Francia | 2006 |
| Supercopa de Francia | Olympique Lyonnais | Francia | 2006 |
| Ligue 1              | Olympique Lyonnais | Francia | 2007 |
| Supercopa de Francia | Olympique Lyonnais | Francia | 2007 |
| Ligue 1              | Olympique Lyonnais | Francia | 2008 |
| Copa del Rey         | Sevilla FC         | España  | 2010 |